# Кураев, Эдуард Алексеевич
Эдуа́рд Алексе́евич Кура́ев (17 октября 1940, Апшеронск — 4 марта 2014, Дубна) — советский и российский физик-теоретик. Доктор физико-математических наук (1971).

## Биография
Родился в Апшеронске, Краснодарского края. В 1957 году окончил среднюю школу в станице Тбилисская, Краснодарского края и поступил на физико-математический факультет университета им. А. М. Горького в Харькове, Украина. После окончания обучения в университете в 1962 году был направлен на работу в теоретический отдел Харьковского физико-технического института, где работал в должности стажера-исследователя, младшего научного сотрудника и научного сотрудника до 1971 года.
С 1971 года по 1991 год работал в должности старшего и ведущего научного сотрудника отдела теоретической физики в Институте ядерной физики Сибирского Отделения Академии Наук, Новосибирск.
С 1991 года по 2014 год работал в Лаборатории теоретической физики Объединенного института ядерных исследований, Дубна, в должности ведущего и главного научного сотрудника.
В 1971 году защитил докторскую диссертацию по теме «Неупругие процессы квантовой электродинамики при высоких энергиях». В 1985 году получил диплом старшего научного сотрудника, а в 2005 году — звание профессора.

## Научная деятельность
Кураев Э. А. был известным специалистом в области квантовой теории поля и физики элементарных частиц. Автор более 250 научных трудов, из них 2 монографии.
Основные научные результаты, полученные Э. А. Кураевым:
- Вычислены дифференциальные и полные сечения процессов квантовой электродинамики, идущие на электрон-позитронных, электрон-протонных, электрон-фотонных и фотон-фотонных встречных пучках (коллайдерах).
- Получена система уравнений ренорм-группы для операторов в квантовой электродинамике, на основании которой построен метод структурных функций для вычисления радиационных поправок к сечениям различных процессов с точностью, предъявляемой современными экспериментами. Метод применен к ряду процессов изученных на коллайдерах.
- В рамках квантовой хромодинамики для процессов в периферической кинематике доказана справедливость описания в терминах реджевских траекторий глюона. Выведено уравнение для амплитуды неупругого взаимодействия адронов при высоких энергиях — уравнения БФКЛ (Балицкого — Фадина — Кураева — Липатова).
- Построена система уравнений эволюции операторов твиста 2 и 3 в рамках различных теорий поля — скалярной и векторной электродинамики, квантовой хромодинамики. Разработана процедура построения уравнений эволюции операторов произвольного твиста.
- Проведен ряд прецизионных вычислений сечений процессов и ширин распада частиц в рамках Стандартной модели электрослабых взаимодействий.

Э. А. Кураев являлся соруководителем темы «Стандартная модель и её расширения» в Лаборатории теоретической физики ОИЯИ. Был известен как специалист по вычислению радиационных поправок в рамках Стандартной модели. Участвовал в экспертных группах по формированию научной программы таких физических установок как Panda (DESY, Германия), BES III (Пекин, Китай), CMD2 (Новосибирск, Россия).
Э. А. Кураев в течение 30 лет вел интенсивную педагогическую деятельность — читал лекционные курсы теоретической физики в Московском институте радиоэлектроники и автоматизации (МИРЭА) и Кубанском государственном университете, являлся руководителем 8 аспирантов, им было подготовлено несколько учебных пособий для студентов и аспирантов — по статистической и математической физике, Стандартной модели, теории струн, физике мезонов низких энергий. Он также активно участвовал в различных школах для аспирантов и молодых ученых: регулярно выступал с докладами и лекциями на зимних школах ПИЯФ (Санкт-Петербург), Байкальских школах молодых ученых по фундаментальной физике (Иркутск), школах по актуальным проблемам физики микромира (Гомель, Беларусь), других научных конференциях и семинарах в России и за рубежом.
Э. А. Кураев участвовал в организационной деятельности ОИЯИ, выступал с докладами на Учёном совете ОИЯИ, являлся руководителем еженедельного научного семинара по физике адронов в ЛТФ ОИЯИ.
Э. А. Кураев — лауреат премии издательства МАИК «Наука/Interperiodica» за цикл статей «Процессы фотообразования и распады мезонов. Описание в рамках локальной модели Намбу—Йона-Лазинио и Стандартной модели» за 2009 год.